# Inerrància bíblica

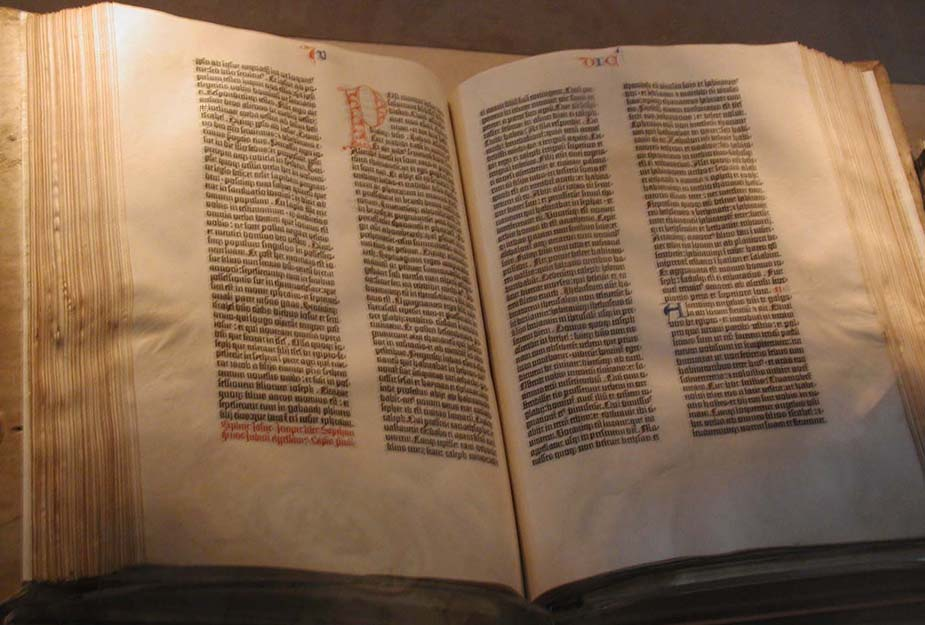
La Bíblia de Gutenberg.

A la teologia cristiana la infal·libilitat de les Escriptures és una doctrina que consisteix bàsicament en la manca d'error o de falles en les Sagrades Escriptures (La Bíblia), les quals en ser inspirades per Déu mateix sempre diuen la veritat i no s'equivoquen. Alguns igualen inerrància amb infal·libilitat, altres no. Per això la Bíblia és considerada la màxima autoritat tant en temes doctrinals com morals.

## Infal·libilitat i inspiració divina
L'apòstol Pau va declarar al seu deixeble Timoteu: Tota l'Escriptura és inspirada per Déu i útil per a ensenyar, refutar, corregir i educar en el bé, perquè el qui és home de Déu arribi a la maduresa i estigui sempre a punt per a tota obra bona.
Aquesta declaració que les Escriptures havien estat inspirades per Déu mateix va donar peu als primers deixebles per desenvolupar aquesta doctrina basada en la lògica següent: si Déu és perfecte, i tota la Bíblia va ser inspirada per ell, per tant, tota l'Escriptura és perfecta.